# Коленча вас
Коленча вас (на словенски: Kolenča vas) е село в Словения, регион Средна Словения, община Добреполе. Според Националната статистическа служба на Република Словения през 2015 г. селото има 48 жители.